# Nätterna vid havet
Nätterna vid havet (engelska: Nights in Rodanthe) är en amerikansk/australisk film från 2008 med Richard Gere och Diane Lane. Filmen är baserad på Nicholas Sparks bok med samma namn.

## Rollista
- Diane Lane – Adrienne Willis
- Richard Gere – dr. Paul Flanner
- James Franco – dr. Mark Flanner
- Scott Glenn – Robert Torrelson
- Christopher Meloni – Jack Willis